# The Clearing
The Clearing (en España, La sombra de un secuestro; en Hispanoamérica, Secretos de un secuestro); es una película estadounidense de 2004, dirigida por Peter Jan Brugge y con actuación principal de Robert Redford y Helen Mirren.

## Argumento
Wayne Hayes (Robert Redford) y su esposa Eileen (Helen Mirren) están viviendo el Sueño americano: tienen dos hijos y llevan un fructífero negocio.
Están buscando un lugar para retirarse de la ciudad y descansar.
Pero todo cambia cuando secuestran al protagonista.
Él, negociando con los secuestradores, y ella, colaborando con el FBI, intentan por todos los medios acabar con aquella situación.
A lo largo de la película, su esposa descubre que él continúa con la aventura que había prometido dejar hacía varios meses, lo que hace cambiar de nuevo la relación entre ambos.

## Reparto
- Robert Redford — Wayne Hayes
- Helen Mirren — Eileen Hayes
- Willem Dafoe — Arnold Mack
- Alessandro Nivola — Tim Hayes
- Matt Craven — Agent Ray Fuller
- Melissa Sagemiller — Jill Hayes
- Wendy Crewson — Louise Miller
- Larry Pine — Tom Finch
- Diana Scarwid — Eva Finch
- Elizabeth Ruscio — Cindy Mack
- Gwen McGee — Agent Kathleen Duggan
- Sarah Koskoff — Lane Hayes
- Graciela Marin — Graciela
- Mike Pniewski — Detective Kyle Woodward
- Geoff McKnight — John Dewitt
- Tom Arcuragi — Mr. Schmidt (as Tom E. Arcuragi)